# Роман Ростиславич
Роман Ростиславич (ок. 1132/1135 —1180) — князь смоленский, новгородский и великий князь Киевский (1171—1173, 1174—1176). Старший сын Ростислава Мстиславича.

## Биография
В 1151 году помогал Изяславу Мстиславичу отстаивать Киев от Юрия Долгорукого, много содействовал поражению последнего при реке Руте и защищал от него Чернигов. В следующем году помогал Изяславу против Святослава Ольговича.
Когда после смерти Изяслава Мстиславича отец Романа в 1154 году ненадолго занимал киевский престол, Роман княжил в Новгороде. В 1158 году участвовал в походе Рогволода Борисовича против других полоцких князей, в 1159 году — в походе Святослава Ольговича против Святослава Владимировича, в 1169 году — во взятии Киева войсками Андрея Боголюбского и затем в походе последнего на Новгород.
После смерти в Киеве Глеба Юрьевича и Владимира Мстиславича Андрей в 1171 году посадил Романа на великое княжение киевское, но через два года, разгневанный отказом Романа выдать киевских бояр, заподозренных в убийстве князя Глеба Юрьевича, заставил его удалиться из Киева в Смоленск. Роман подчинялся воле Андрея, в отличие от своих младших братьев. После неудачного похода Андрея в Киевскую землю и осады Вышгорода (1173) киевским князем стал младший брат свергнутого в 1169 году Мстислава Изяславича Ярослав. После гибели Андрея Боголюбского (1174) Роман сел в Киеве уже в качестве самостоятельного князя. В периоды киевского княжения Роман оставлял в Смоленске своего старшего сына Ярополка.
В 1176 году русские войска, возглавляемые братьями Романа Рюриком и Давыдом, были разгромлены половцами. Виновником поражения считался Давыд, и черниговский князь Святослав Всеволодович потребовал от киевского князя суда над Давыдом и лишения его доли в Русской земле, то есть удела в Киевском княжестве. Роман уклонился от этих действий и вынужден был оставить Киев в пользу Святослава в том же году.
В 1179 году Мстислав Ростиславич Храбрый, княжа в Новгороде, запланировал поход на Полоцк, но Роман предостерёг его от такого шага и послал смоленское войско во главе со своим сыном Мстиславом на помощь своему зятю, Всеславу Васильковичу. Обострение отношений между Полоцком и Смоленском выразилось также в том, что Давыд Ростиславич был изгнан из Витебска, и его место занял брат Всеслава Брячислав Василькович, упоминаемый летописью уже в 1180 году в связи с совместным с Ольговичами походом под Друцк против Давыда.

Роман скончался в Смоленске в 1180 году, пробыв один год (1179) в Новгороде. Весной 1180 года в связи с очередным обострением отношений с Ольговичами Рюрик послал в Смоленск к Роману в помощь брата Давыда, и тот, приехав в Смоленск, уже занял престол по смерти Романа.

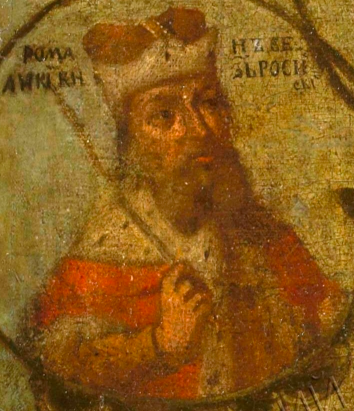
Роман I Смоленский, портрет кисти И. Н. Никитина
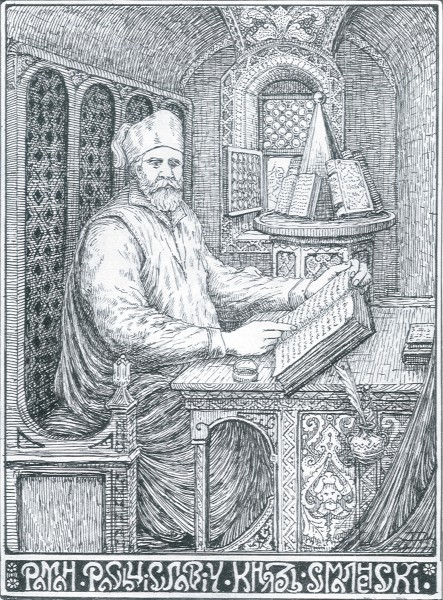
Роман I Смоленский, портрет кисти Я. Н. Дроздовича
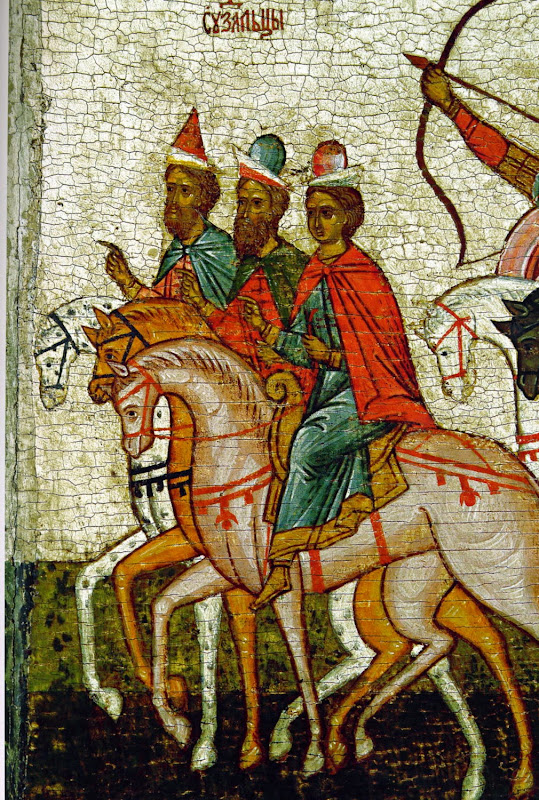
Посольство суздальцев перед осадой Новгорода 1170-го г. Роман I Смоленский, Мстислав Храбрый, Мстислав Андреевич

## Семья и дети
Жена:
- с 1149 года — дочь Святослава Ольговича Новгород-Северского.

Дети:
- Ярополк Романович
- Мстислав Романович Старый
- дочь — замужем за Всеславом Васильковичем Полоцким
- дочь — замужем за Ярославом Ингваревичем волынским[9]